# Max-Planck-Forschungspreis
Der Max-Planck-Forschungspreis förderte internationale Kooperationen deutscher und ausländischer Wissenschaftler, „von denen im Rahmen internationaler Kooperationen weitere wissenschaftliche Spitzenleistungen erwartet werden“. Seit 2018 wird er in veränderter Form und als Max-Planck-Humboldt-Forschungspreis für „herausragende wissenschaftliche Leistungen vielversprechender Forscherpersönlichkeiten aus dem Ausland“ verliehen. Ihm sind die geringer dotierten Max-Planck-Humboldt-Medaillen zur Seite gestellt.

## Geschichte
Das Programm startete 1990 und zeichnete jährlich zahlreiche Wissenschaftler verschiedener Disziplinen aus. 1995 wurde die Zahl der Preisträger auf jährlich 12 Wissenschaftler beschränkt, die mit je 125.000 Euro (bzw. 250.000 DM) gefördert wurden.
Von 2004 bis 2016 wurde die Auszeichnung nur noch je einem in Deutschland und einem im Ausland tätigen Forscher zusammen mit einem Preisgeld von je 750.000 Euro verliehen, wobei die Ausschreibung des Themas jährlich zwischen Teilgebieten der Natur- und Ingenieurwissenschaften, der Lebenswissenschaften und der Geisteswissenschaften wechselte.
Nach der Preisvergabe 2016 wurde der Preis durch den gemeinsam mit der Alexander-von-Humboldt-Stiftung vergebenen Max-Planck-Humboldt-Forschungspreis abgelöst, der seit 2018 jährlich an eine Person aus dem Ausland vergeben wird und mit 80.000 Euro Preisgeld plus 1,5 Millionen Euro für Aufbau und Leitung einer Forschungsgruppe in Deutschland dotiert ist.
Über die Preisträger entscheidet ein gemeinsamer, unabhängiger Auswahlausschuss der Max-Planck-Gesellschaft und der Alexander von Humboldt-Stiftung. Das Preisgeld wird durch das deutsche Bundesministerium für Bildung und Forschung bereitgestellt.
Bis zu zwei weitere Personen können zudem bei jeder Preisvergabe mit einer Max-Planck-Humboldt-Medaille ausgezeichnet werden, die mit einem Preisgeld von 60.000 Euro dotiert ist.

## Preisträger
1990 |
1991 |
1992 |
1993 |
1994 |
1995 |
1996 |
1997 |
1998 |
1999 |
2000 |
2001 |
2002 |
2003 |
2004 |
2005 |
2006 |
2007 |
2008 |
2009 |
2010 |
2011 |
2012 |
2013 |
2014 |
2015 |
2016 |
2018

### 1990–1994
1990: 
Biowissenschaften/Medizin:
- Reinhard Kandolf (Max-Planck-Institut für Biochemie),
 Bruce M. McManus (University of Nebraska)
- Klaus Schildberger (Max-Planck-Institut für Verhaltensphysiologie),
 John G. Hildebrand (University of Arizona)
- Hilmar Meissl (Max-Planck-Institut für physiologische und klinische Forschung),
 Peter Ekström (Universität Lund)
- Reto Weiler (Universität Oldenburg),
 John E. Dowling (Harvard University)
- Reinhard Jahn (Max-Planck-Institut für Psychiatrie),
 Pietro De Camilli (Yale University)
- Detlev Ganten (Universität Oldenburg),
 Kazuo Murakami (Tsukuba University)

Chemie:
- Peter Andresen (Max-Planck-Institut für Strömungsforschung),
 Erhard Rothe (Wayne State University)
- Reinhard Lührmann (Universität Marburg),
 Christine Guthrie (University of California, San Francisco)
- Stefan Müller (Max-Planck-Institut für Ernährungsphysiologie),
 Anatoli Schabotinski (National Science Center of Hematology, Russland)

Physik/Astronomie/Geowissenschaften:
- Thomas L. Wilson (Max-Planck-Institut für Radioastronomie),
 Kenneth L. Johnston (United States Naval Research Laboratory)
- Dieter Richter (Forschungszentrum Jülich),
 John Huang (Exxon Research and Engineering Co.)

Geisteswissenschaften:
- Peter M. Gollwitzer (Max-Planck-Institut für psychologische Forschung),
 John A. Bargh (New York University)
- Alexander Patschovsky (Universität Konstanz),
 František Šmahel (Prager Akademie der Wissenschaften)

Ingenieurwissenschaften:
- Hans Günther Natke (Universität Hannover),
 James T.P. Yao (Texas A&M University)
- Eduard Arzt (Universität Stuttgart),
 William D. Nix (Stanford University)
- Hans Hartnagel (Technische Hochschule Darmstadt),
 Hideki Hasegawa (Hokkaido University)

Mathematik/Informatik:
- Klas Diederich (Gesamthochschule Wuppertal),
 John E. Fornaess (Princeton University)

1991: 
Biowissenschaften/Medizin
- Thomas M. Krieg (Universität Köln),
 Dennis R. Roop (Baylor College of Medicine, Houston, Texas, USA)
- Rudolf Rott (Universität Gießen),
 Masato Tshiro (Jichi Medical School, Tochigi, Japan)
- Winfried Boos (Universität Konstanz),
 Howard A. Shuman (Columbia University)
- Konrad Beyreuther (Universität Heidelberg),
 Colin L. Masters (Universität Melbourne)
- Bernhard Fleckenstein (Universität Erlangen-Nürnberg),
 Ronald C. Desrosier (Harvard University)
- Rupert Timpl (Max-Planck-Institut für Biochemie),
 Mon-Li Chu (Thomas Jefferson University, Philadelphia, Pennsylvania, USA)
- Reinhard Guckenberger (Max-Planck-Institut für Biochemie),
 Andreas Engel (Universität Basel)
- Robert Franz Schmidt (Physiologe) (Universität Würzburg),
 Akio Satō (Tokyo Metropolitan Institute of Gerontology, Japan)

Chemie/Pharmazie
- Helmut Schwarz (Technische Universität Berlin),
 Chava Lifshitz (Hebräische Universität Jerusalem)
- Wolfgang A. Herrmann (Technische Universität München),
 Jean-Marie Basset (Centre national de la recherche scientifique, Institut de Recherches sur la Catalyse, Villeurbanne, Frankreich)
- Rolf Gleiter (Universität Heidelberg),
 John E. McMurry (Cornell University)
- Heinrich Vahrenkamp (Albert-Ludwigs-Universität Freiburg),
 Pierre Braunstein (Université Louis Pasteur, Centre National de la Recherche Scientifique)
- Udo Buck (Max-Planck-Institut für Strömungsforschung),
 Robert Gerber (Hebräische Universität Jerusalem)
- Roger Goody (Max-Planck-Institut für medizinische Forschung),
 Gregory Petsko (Brandeis University)

Physik/Astronomie/Geowissenschaften
- Fritz Peter Schäfer (Max-Planck-Institut für biophysikalische Chemie),
 Michael Hannam Key (SERC, Rutherford Appleton Laboratory, University of Oxford)
- Michael John Shaw (SERC, Rutherford Appleton Laboratory),
 Keith Burnett (University of Oxford)
- Horst Schmidt-Böcking (Johann Wolfgang Goethe-Universität Frankfurt am Main),
 Charles Lewis Cocke (Kansas State University)
- Hartmut Graßl (Universität Hamburg/Max-Planck-Institut für Meteorologie),
 Yuri Timofeyev (Universität St. Petersburg)
- Helmut Kraus (Universität Bonn),
 Peter Schwerdtfeger (Flinders University)
- Karsten Danzmann (Max-Planck-Institut für Quantenoptik),
 James Hough (Glasgow University)

Geisteswissenschaften
- Dieter Nohlen (Universität Heidelberg),
 Sonia Picado Sotela (Interamerikanischer Gerichtshof für Menschenrechte in San José, Costa Rica)
- Werner F. Ebke (Universität Konstanz),
 Detlev Vagts (Harvard University)
- Klaus Brockhoff (Universität Kiel),
 Alan W. Pearson (University of Manchester)

Ingenieurwissenschaften
- Gerd Gudehus (Universität Karlsruhe),
 Eugeniusz Dembicki (Technische Universität Danzig),
 David G. Schaeffer (University of Minnesota)
- Wolfgang Rodi (Universität Karlsruhe),
 Joel H. Ferziger (Stanford University)
- Helmut Sobieczky (Deutsche Forschungsanstalt für Luft- und Raumfahrt e. V.),
 A. Richard Seebass (University of Colorado at Boulder)

Mathematik/Informatik
- Werner Müller (Max-Planck-Institut für Mathematik)
 Jeff Cheeger (State University of New York, Stony Brook)

1992: 
Biowissenschaften/Medizin
- Alfred Nordheim (Medizinische Hochschule Hannover),
 Robert A. Weinberg (Massachusetts Institute of Technology)
- Ernst-Detlef Schulze (Bayreuth),
 Harold A. Mooney (Stanford University)
- Dieter G. Weiss (Technische Universität München),
 Sergej A. Kuznetsov (Staatliche Universität Moskau)
- Josef Dudel (Technische Universität München),
 Hanna Parnas (Hebräische Universität Jerusalem),
 Itzchak Parnas (Hebräische Universität Jerusalem)
- Rolf Kemler (Max-Planck-Institut für Immunbiologie),
 James W. Nelson (Stanford University)
- Klaus Möbius (Freie Universität Berlin),
 Haim Levanon (Hebräische Universität Jerusalem)
- Detlev Riesner (Universität Düsseldorf),
 Stanley B. Prusiner (University of California, San Francisco)
- Wilhelm Stoffel (Universität Köln),
 Günter Blobel (Rockefeller University)
- Klaus Willecke (Universität Bonn),
 Bruce J. Nicholson (State University of New York, Buffalo)
- Manfred Fahle (Universität Tübingen),
 Tomaso A. Poggio (Massachusetts Institute of Technology)
- Volker ter Meulen (Universität Würzburg),
 Opendra Narayan (Johns Hopkins University)

Chemie/Pharmazie
- Jozef Schell (Max-Planck-Institut für Züchtungsforschung),
 Ádám Kondorosi (Centre national de la recherche scientifique, Gif-sur-Yvette)
- Günter Engelhardt (Universität Stuttgart),
 Endel Lippmaa (Estnische Akademie der Wissenschaften)
- Bernt Krebs (Westfälische Wilhelms-Universität),
 Jan Reedijk (Universität Leiden)
- Dietrich Haarer (Universität Bayreuth),
 Robert J. Silbey (Massachusetts Institute of Technology)
- Peter Jutzi (Universität Bielefeld),
 Jean Pierre Corriu (Université Montpellier II)

Physik/Astronomie/Geowissenschaften
- Jan Peter Toennies (Max-Planck-Institut für Strömungsforschung),
 Giorgio Benedek (Università degli studi di Milano)
- John Stuart Briggs (Albert-Ludwigs-Universität Freiburg),
 Howard S. Taylor (University of Southern California)
- Richard Wielebinski (Max-Planck-Institut für Radioastronomie),
 John Bartlett Whiteoak (Australia Telescope National Facility, Epping, Australien)
- Julius Wess (Max-Planck-Institut für Physik),
 Bruno Zumino (University of California, Berkeley)
- Richard Sigel (Max-Planck-Institut für Quantenoptik und Technische Hochschule Darmstadt),
 Sadao Nakai (Universität Osaka)
- Rudolf Peter Huebener (Universität Tübingen),
 Chang-Chyi Tsuei (Thomas J. Watson Research Center)
- Achim Richter (Technische Hochschule Darmstadt),
 Jacques Pierre François Sellschop (Witwatersrand-Universität)
- Karl H. Welge (Universität Bielefeld),
 Daniel Kleppner (Massachusetts Institute of Technology)
- Manfred Winnewisser (Universität Gießen),
 Frank C. DeLucia (Ohio State University)

Geisteswissenschaften
- Géza Alföldy (Universität Heidelberg),
 Silvio Panciera (Universität La Sapienza)
- Jürgen Weissenborn (Max-Planck-Institut für Psycholinguistik),
 Ruth A. Berman (Universität Tel Aviv)
- Hans Kamp (Universität Stuttgart),
 Barbara H. Partee (University of Massachusetts)
- Wolfgang Welsch (Universität Bamberg),
 Gianni Vattimo (Universität Turin)
- Alois Angleitner (Universität Bielefeld),
 Jan Strelau (Universität Warschau)
- Nanny Wermuth (Universität Mainz),
 David R. Cox (Nuffield College an der University of Oxford)

Ingenieurwissenschaften
- Franz Durst (Universität Erlangen-Nürnberg),
 Kemal Hanjalic (Universität Sarajevo)

Mathematik/Informatik
- Sergio Albeverio (Universität Bochum),
 Michael Röckner (Universität Bonn),
 Zhi-Ming Ma (Academia Sinica)
- Peter Gritzmann (Universität Trier),
 Victor Klee (University of Washington)
- Emo Welzl (Freie Universität Berlin),
 Micha Sharir (Universität Tel Aviv)

1993: 
Biowissenschaften/Medizin:
- Hermann Eduard Gaub (Technische Universität München),
 Paul Hansma (University of California)
- Wilfried Jänig (Universität Kiel),
 Elspeth Mary McLachlan (Prince of Wales Medical Research Institute, Randwick, Sydney, AUS)
- Klaus Kloppstech (Universität Hannover),
 Izthad Ohad (Hebräische Universität Jerusalem)
- Hans-Walter Heldt (Universität Göttingen),
 Marshall Davidson Hatch (Commonwealth Scientific and Industrial Research Organisation, Division of Plant Industry, Australien)
- Thomas F. Meyer (Max-Planck-Institut für Biologie),
 Paul Manning (University of Adelaide)
- Ulrich Rüther (Medizinische Hochschule Hannover),
 Erwin F. Wagner (Forschungsinstitut für Molekulare Pathologie, Wien)
- Georg E. Schulz (Albert-Ludwigs-Universität Freiburg),
 Richard N. Perham (University of Cambridge)

Chemie/Pharmazie:
- Alfred Xaver Trautwein (Medizinische Universität Lübeck),
 Raymond E. Weiss (Université Louis Pasteur Strasbourg)
- Jürgen Wolfrum (Universität Heidelberg),
 George C. Schatz (Northwestern University)
- Egerhard Erker (Westfälische Wilhelms-Universität),
 Friedrich Bickelhaupt (Vrije Universiteit Amsterdam)
- Philipp Gütlich (Universität Mainz),
 Olivier Kahn (Université Paris Sud)
- Jörg Kärger (Universität Leipzig),
 Douglas Morris Ruthven (University of New Brunswick, Fredericton, Kanada)
- Klaus Müllen (Max-Planck-Institut für Polymerforschung),
 Giuseppe Zerbi (Politecnico di Milano)
- Jürgen Troe (Max-Planck-Institut für biophysikalische Chemie und Universität Heidelberg),
 Fleming Crim (University of Wisconsin)

Physik/Astronomie/Geowissenschaften:
- Johann S. Peisl (Universität München),
 Simon C. Moss (University of Houston)
- Herbert Spohn (Universität München),
 Joel Lebowitz (Rutgers University)
- Gisbert Winnewisser (Universität Köln),
 Eric Herbst (Ohio State University)

Geisteswissenschaften:
- Leo Montada (Universität Trier),
 Melvin J. Lerner (Washington University)

Ingenieurwissenschaften:
- Heinz Fissan (Universität Duisburg),
 David Pui (University of Minnesota)
- Herbert Gleiter (Universität des Saarlandes),
 Dieter Wolf (Argonne National Laboratory)
- Peter Haasen (Universität Göttingen),
 David N. Seidmann (Northwestern University)
- Egon Krause (Technische Hochschule Aachen),
 Roger Peyret (Université de Nice),
 Kunio Kuwahara (Institute of Space and Astronautical Science, Japan)
- Erwin Stein (Universität Hannover),
 Piotr Perzyna (Polnische Akademie der Wissenschaften)

Mathematik/Informatik:
- Joachim Cuntz (Universität Heidelberg),
 Gennadi Georgijewitsch Kasparow (Universität Aix-Marseille und Russische Akademie der Wissenschaften, Tschernogolowka)
- Klaus Kirchgässner (Universität Stuttgart),
 Gérard Iooss (Université de Nice)
- Stefan Müller (Universität Bonn),
 Vladimír Šverák (Karls-Universität Prag)

1994: 
Biowissenschaften/Medizin:
- Hubert E. Blum (Albert-Ludwigs-Universität Freiburg),
 Jack R. Wands (Harvard Medical School)
- Lothar Willmitzer (Max-Planck-Institut für molekulare Pflanzenphysiologie),
 Ilan Chet (Hebräische Universität Jerusalem)
- Rainer Jaenicke (Universität Regensburg),
 Michel E. Goldberg (Institut Pasteur)
- Karlheinz Altendorf (Universität Osnabrück),
 Axel Zeeck (Universität Göttingen),
 Emma Jean Bowman (University of California, Santa Cruz)
- Karl Martin Pirke (Universität Trier),
 James A. Schafer (University of Alabama)
- Günter Schultz (Freie Universität Berlin),
 David L. Garbers (University of Texas)

Chemie/Pharmazie:
- Helmut Werner (Universität Würzburg),
 Martin Arthur Bennett (Australian National University)
- Paul Josef Crutzen (Max-Planck-Institut für Chemie),
 Mario J. Molina (Massachusetts Institute of Technology)
- Peter Shaw (Max-Planck-Institut für Immunbiologie),
 Melanie Cobb (University of Texas Southwestern Medical Center at Dallas)
- Manfred Eigen (Max-Planck-Institut für biophysikalische Chemie),
 Rudolf Rigler (Karolinska Institutet)
- Henning Hopf (Technische Universität Braunschweig),
 Marit Traetteberg (Universitet Trondjem, Dragvoll)

Physik/Astronomie/Geowissenschaften:
- Manuel Cardona (Max-Planck-Institut für Festkörperforschung),
 Eugene E. Haller (University of California, Berkeley)
- Dierk Rainer (Universität Bayreuth),
 James A. Sauls (Northwestern University, Evanston)
- Reinhard Schinke (Max-Planck-Institut für Strömungsforschung),
 Hanna Reislert (University of Southern California)
- Alexander M. Bradshaw (Fritz-Haber-Institut der Max-Planck-Gesellschaft),
 D. Phil Woodruff (University of Warwick)

Geisteswissenschaften:
- Heinrich W. Ursprung (Universität Konstanz),
 Arye L. Hillman (Bar-Ilan-Universität)
- Wolfgang Fikentscher (Universität München),
 Robert D. Cooter (University of California, Berkeley)
- Werner Hildenbrand (Universität Bonn),
 Truman F. Bewley (Yale University)
- Manfred Korfmann (Universität Tübingen),
 Charles Brian Rose (University of Cincinnati)
- Wolfgang Schluchter (Universität Heidelberg),
 Shmuel Noah Eisenstadt (Hebräische Universität Jerusalem)

Ingenieurwissenschaften:
- Wolfgang Gust (Universität Stuttgart),
 Lasar Shvindlerman (Russische Akademie der Wissenschaften, Tschernogolowka),
 Raymond Fournelle (Marquette University)
- Kolumban Hutter (Technische Hochschule Darmstadt),
 Brian Straughan (University of Glasgow)
- Wilfried B. Krätzig (Universität Bochum),
 Claudio Borri (Universität Florenz),
 Gerhart Schuëller (Leopold-Franzens-Universität Innsbruck)
- Otto Molerus (Universität Erlangen-Nürnberg),
 John Chen (Lehigh University, Bethlehem, USA)

Mathematik/Informatik:
- Klaus Fraedrich (Universität Hamburg),
 Lance Leslie (University of New South Wales)
- Marek Karpiński (Universität Bonn),
 Dima Grigoriev (Penn State University)
- Friedrich Pukelsheim (Universität Augsburg),
 Norman R. Draper (University of Wisconsin)

### 1995–2003
1995 |
1996 |
1997 |
1998 |
1999 |
2000 |
2001 |
2002 |
2003 |
1995: 
Biowissenschaften/Medizin:
- Gerrit Isenberg (Universität Halle) – „Elektrophysiologie / Herz- und Gefäßmuskel“
- Eric H. Torebjörk (Universität Uppsala) – „Mikroneurologie / Pathophysiologie“

Chemie/Pharmazie:
- Helmut Knözinger (Universität München) – „Oberflächenchemie / Heterogene Katalyse“

Physik/Astronomie/Geowissenschaften:
- Franco A. Gianturco (Universität Rom) – „Theoret. chemische Physik / Theoretische Molekularphysik“
- Olle Gunnarsson (Max-Planck-Institut für Festkörperforschung) – „Elektronentheorie / Spektroskopien“
- Jörg Peter Kotthaus (Universität München) – „Festkörperphysik / Halbleiterphysik“
- Joachim Ernst Trümper (Max-Planck-Institut für extraterrestrische Physik) – „Röntgenastronomie“

Geisteswissenschaften:
- Helga Haftendorn (Freie Universität Berlin) – „Außen- und Sicherheitspolitik / Theorie der Internationalen Beziehungen“
- Aditi Lahiri (Universität Konstanz) – „Sprachwissenschaft“
- Klaus Tiedemann (Universität Freiburg) – „Strafrecht / Prozessrecht / Kriminologie und Rechtsvergleichung“

Ingenieurwissenschaften:
- Thomas Weiland (Technische Hochschule Darmstadt) – „Physik und Technik von Beschleunigern“

1996: 
Biowissenschaften/Medizin:
- Michel Caboche (Institut National de la Recherche en Agronomie (INRA), Versailles) – „Mikrobiologie“
- Frank Schaeffel (Universität Tübingen) – „Neurobiologie, Optik, Neuropharmakologie“
- Klaus Rajewsky (Universität Köln) – „Immunologie“

Chemie/Pharmazie:
- Raphael David Levine (Hebrew University) – „Theoretische Chemie“
- Hans-Joachim Werner (Universität Stuttgart) – „Theoretische Chemie“

Physik/Astronomie/Geowissenschaften:
- Michael Danilov (Institut für Theoretische und Experimentelle Physik, Moskau) – „Hochenergiephysik“
- Yuen-Ron Shen (University of California) – „Experimental- und Theoretische Physik“

Geisteswissenschaften:
- Jan Assmann (Universität Heidelberg) – „Ägyptologie“
- Robert E. Lerner (Northwestern University) – „Mittelalterliche Geschichte“

Ingenieurwissenschaften:
- René de Borst (Technische Universität Delft) – „Computational Mechanics“

Mathematik / Informatik:
- Donald Dawson (Carleton University) – „Mathematik“
- Jean-Pierre Demailly (Universität Grenoble) – „Mathematik“

1997: 
Biowissenschaften/Medizin:
- Wolfgang Hillen (Universität Erlangen-Nürnberg)
- Melvin I. Simon (California Institute of Technology)
- Klaus Unsicker (Ruprecht-Karls-Universität)

Chemie/Pharmazie:
- Henri Brunner (Universität Regensburg)

Ingenieurwissenschaften:
- Frederick F. Lange (University of California at Santa Barbara)
- Niels Olhoff (Ålborg Universitetscenter)

Geisteswissenschaften:
- Philippe Burrin (Genfer Hochschulinstitut für internationale Studien)
- Peter Hommelhoff (Ruprecht-Karls-Universität)
- Frank Kolb (Universität Tübingen)

Physik/Geowissenschaften/Astronomie:
- David E. Aspnes (North Carolina State University)
- Steven Beckwith (Max-Planck-Institut für Astronomie)
- Dietrich Menzel (Technische Universität München)

1998: 
Mathematik/Informatik:
- Cornelis Johannes van Duijn (TU Delft)

Chemie/Pharmazie:
- Stephen Mann (University of Bristol)
- Itamar Willner (Hebräische Universität Jerusalem)

Biowissenschaften/Medizin:
- Peter Jonas (Albert-Ludwigs-Universität)
- Ulf Rapp (Universität Würzburg)
- Günther Schütz (Universität Heidelberg, Deutsches Krebsforschungszentrum)
- Ralph M. Steinman (Rockefeller University)

Ingenieurwissenschaften:
- Günter Gottstein (Technische Hochschule Aachen)

Geisteswissenschaften:
- Peter Häberle (Universität Bayreuth)
- Eddy Omer L. Wymeersch (Universität Gent)

Physik/Geowissenschaften:
- Joseph M. Alcamo (Universität-Gesamthochschule Kassel)
- Pedro Miguel Echenique (Universität des Baskenlandes, San Sebastián)

1999: 
Biowissenschaften und Medizin:
- Gillian Bates (King’s College London, GKT Medical and Dental School Guy’s Hospital) – „Chorea Huntington – Veitstanz“
- Fred Gage (University of California) – „Pluripotente Stammzellen im Gehirn und Rückenmark“
- Helmut Remschmidt (Philipps-Universität Marburg) – „Erforschung und Therapie jugendlicher Psychosen“
- Konrad Sandhoff (Rheinische Friedrich-Wilhelms-Universität) – „Synthese und Abbau von Glykolipiden“

Chemie und Pharmazie:
- Dieter Hoppe (Westfälische Wilhelms-Universität) – „Enantioselektive Synthese“

Geisteswissenschaften:
- Peter Galison (Harvard University) – „Zustandekommen von wissenschaftlichen Erkenntnissen“
- Jutta Heckhausen (Max-Planck-Institut für Bildungsforschung) – „Lebenslauftheorie psychologischer Kontrolle“

Ingenieurwissenschaften:
- Frank E. Talke (University of California) – „Phänomene bei magnetischen Aufzeichnungen“

Physik, Geowissenschaften und Astronomie:
- Stephan W. Koch (Philipps-Universität Marburg) – „Wechselwirkung von Licht mit Materie“
- Klaus Ploog (Paul-Drude-Institut für Festkörperelektronik) – „Molekularstrahl-Epitaxie“
- Bernard Wood (University of Bristol) – „Flüssiges Metall - der Kern der Erde“
- J. Anton Zensus (Max-Planck-Institut für Radioastronomie) – „Radiointerferometrie großer Basislängen“

2000: 
Biowissenschaften und Medizin:
- George Augustine (Duke University) – „Botschaften zwischen Nervenzellen“
- Wolfgang Baumeister (Max-Planck-Institut für Biochemie) – „Molekulare Maschinen in 3D“
- Herta Flor (Ruprecht-Karls-Universität Heidelberg) – „Wo der Schmerz sitzt“
- Michael Frotscher (Albert-Ludwigs-Universität) – „Hilfe bei Fehlschaltungen im Gehirn“
- Bruce Kemp (University of Melbourne) – „Signalgeber in der Zelle“

Chemie:
- Dieter Enders (Rheinisch-Westfälische Technische Hochschule) – „Wirkstoffe im Spiegel“

Geisteswissenschaften:
- Werner Eck (Universität zu Köln) – „Die Massenmedien der Antike“
- Albrecht Wezler (Universität Hamburg) – „Wertvorstellungen als Nachlass“

Physik:
- Simon White (Max-Planck-Institut für Astrophysik) – „Das Universum im Computer“
- Peter Wölfle (Universität Karlsruhe) – „Quantenphänomene in der Nano-Elektronik“

Mathematik und Informatik:
- Stephen Kudla (University of Maryland) – „Die Elementarteilchen der Mathematik“
- Jerrold Marsden (California Institute of Technology) – „Mit neuen Gleichungen zum Jupiter“

2001: 
Biowissenschaften und Medizin:
- Arthur Konnerth (Ludwig-Maximilians-Universität München) – „Ich denke also bin ich“
- Alexander Varshavsky (California Institute of Technology) – „Ein Protein mit unabsehbarer Wirkung“

Chemie:
- Horst Kessler (Technische Universität München) – „Organische Chemie – sprichwörtlich“
- Frans de Schryver (Katholieke Universiteit Leuven) – „Architektur der Natur“

Geisteswissenschaften:
- Adolf Hoffmann (Brandenburgische Technische Universität Cottbus) – „Vergangenheit + Gegenwart = Zukunft (Adolf Loos)“
- Benedict Moldovanu (Universität Mannheim) – „Freie Kräfte in komplexen Wirtschaftssystemen“

Ingenieurwissenschaften:
- Gérard Maugin (Universität Pierre und Marie Curie) – „Alles strömt - wie man Panta Rhei berechnet“

Mathematik und Informatik:
- Andreas Griewank (Technische Universität Dresden) – „Computersoftware optimiert Zahnräder und Wettervorhersagen“
- Felix Otto (Universität Bonn) – „Natur im Zahlennetz“

Physik:
- Frank Arnold (Max-Planck-Institut für Kernphysik) – „Die Zukunft unserer Atmosphäre: eine Spurensuche“
- Igor Kukushkin (Institut für Festkörperphysik der Russischen Akademie der Wissenschaften, Moskau) – „Auf dem Quantensprung zu neuen Halbleiter-Bauteilen“
- Matthias Scheffler (Fritz-Haber-Institut der Max-Planck-Gesellschaft) – „Produktforschung unter dem Elektronenmikroskop“

2002: 
Biowissenschaften und Medizin:
- Pamela J. Bjorkman (California Institute of Technology) – „Mechanismen des Immunsystems“
- Klaus Palme (Albert-Ludwigs-Universität Freiburg) – „Der Trick mit dem Knick“
- Nikolaus Pfanner (Albert-Ludwigs-Universität Freiburg) – „Verkehrsregelung in den Zellen“

Chemie und Pharmazie:
- Wilfred van Gunsteren (Eidgenössische Technische Hochschule Zürich) – „Simulierte Moleküle“
- Franz Hofmann (Technische Universität München) – „Organische Kommunikation“

Geistes- und Sozialwissenschaften:
- Ekkehard König (Freie Universität Berlin) – „Musterfindung im Sprachenwirrwarr“
- Frank Rösler (Philipps-Universität Marburg) – „Blick ins Gehirn“

Ingenieurwissenschaften:
- Hans Jürgen Herrmann (Universität Stuttgart) – „Den Dünen auf der Spur“

Physik:
- Helmut Eschrig (Leibniz-Institut für Festkörper- und Werkstoffforschung) – „Visionen werden berechenbar“
- Vladimir Fortov (Russische Akademie der Wissenschaften) – „Forschung unter hohem Druck“
- Mark G. Raizen (University of Texas at Austin) – „Den Nerv getroffen“
- Wolfgang Schleich (Universität Ulm) – „Licht ins Dunkel der Quantentheorie“

2003: 
Biowissenschaften und Medizin:
- Eckart Gundelfinger (Leibniz-Institut für Neurobiologie) – „Ein Funken Verstand“
- Jürgen Hennig (Universitätsklinik Freiburg) – „Magnetismus lässt tief blicken“
- Gary Westbrook (Oregon Health & Science University) – „Ein Rezeptor für das Lernen“

Chemie und Pharmazie:
- Michael Grunze (Universität Heidelberg) – „"Oberflächliche" Forschung mit weit reichendem Nutzen“
- Stefan Jentsch (Max-Planck-Institut für Biochemie) – „Schäden im Erbgut – Proteine als Reparaturtrupp“

Ingenieurwissenschaften:
- Antony Selvadurai (McGill University) – „Fundamentale Forschung – Mechanik im Untergrund“

Mathematik:
- Stephan Luckhaus (Universität Leipzig) – „Bahnbrechende Berechnungen“
- Wolfgang Lück (Westfälische Wilhelms-Universität) – „Funktion folgt Form – wie die Mathematik Gestalt annimmt“

Geistes- und Sozialwissenschaften:
- Thomas Risse (Freie Universität Berlin) – „Internationale Beziehungen – Politik als Forschungsgegenstand“
- Kathleen Thelen (Northwestern University) – „Gesellschaftliche Institutionen im Wandel der Zeit“

Physik:
- Klaas Bergmann (Universität Kaiserslautern) – „Manipulierte Materie – ein Anstoss für die Quantenphysik“
- Yuval Gefen (Weizmann-Institut für Wissenschaften) – „Vom Elektronenhirn zum Quantencomputer“

### 2004–2016
2004 |
2005 |
2006 |
2007 |
2008 |
2009 |
2010 |
2011 |
2012 |
2013 |
2014 |
2015 |
2016
2004: Bioinformatik 
- Eugene Myers (University of California, Berkeley) –
 „Gene und Informatik – Programme zur Analyse des Erbguts“
- Martin Vingron (Max-Planck-Institut für molekulare Genetik) –
 „(D)NAdel im Heuhaufen“

2005: Astrophysik 
- Christopher Carilli (National Radio Astronomy Observatory, Socorro) –
 „Einer der weltweit führenden Experten im Bereich der Radioastronomie und maßgeblich an der Entwicklung neuer Radio-Teleskope beteiligt.“
- Christof Wetterich (Ruprecht-Karls-Universität Heidelberg) –
 „Einer der kreativsten Vordenker der Astro- und Teilchenphysik“

2006: Kunstgeschichte 
- Horst Bredekamp (Humboldt-Universität zu Berlin) –
 „Die Macht der Bilder – Von der Kunstgeschichte zur Bildwissenschaft“
- Alina Payne (Harvard University) –
 „Ut poesis architectura – Literatur, Architektur und die Frage nach dem Ornament“

2007: Neuromodulation und Verhalten 
- Raymond Dolan (University College London und Wellcome Trust Centre for Neuroimaging) –
 „Revolution der Neuroverhaltensforschung, indem er mit bildgebenden Verfahren die Anatomie der Emotionen im Gehirn ergründet“
- Hans-Christian Pape (Westfälische Wilhelms-Universität) –
 „Beschreibung der Grundlagen dessen, wie Wachheit und Schlaf gesteuert werden, und Erforschung des Furchtgedächtnisses“

2008: Biomaterialien 
- Peter Fratzl (Max-Planck-Institut für Kolloid- und Grenzflächenforschung) –
 „Struktur-Funktions-Beziehungen zur Entwicklung biologisch inspirierter Materialien und Systeme“
- Robert Langer (Massachusetts Institute of Technology) –
 „Struktur-Funktions-Beziehungen zur Entwicklung biologisch inspirierter Materialien und Systeme“

2009: Gedächtnisforschung 
- Aleida Assmann (Universität Konstanz) –
 „interdisziplinäre Verknüpfung der Geschichtswissenschaft mit Fächern wie der Psychologie, der Neurobiologie und der Literaturwissenschaft“
- Karl Galinsky (University of Texas at Austin) –
 „Kulturforschung, in der er Gebiete wie die Latinistik oder die Kunst- und Sozialgeschichte mit der Religions- und Altertumswissenschaft verknüpft“

2010: Evolution 
- Timothy Bromage (New York University College of Dentistry) –
 „Er forscht daran, wie sich Lebensumstände des frühen Menschen aus der Struktur von Knochen und Zähnen ablesen lassen.“
- Michael Tomasello (Max-Planck-Institut für evolutionäre Anthropologie) –
 „An der Grenze zwischen den Geistes- und Naturwissenschaften gilt sein Hauptinteresse der Entstehung von Sprache und der kulturellen Evolution beim Menschen.“

2011: Intelligente Systeme 
- Sebastian Thrun (Stanford University)
- Bernhard Schölkopf (Max-Planck-Institut für Metallforschung)

2012: Regulierung von Finanzmärkten 
- Katharina Pistor (Columbia University School of Law)
- Martin Hellwig (Max-Planck-Institut zur Erforschung von Gemeinschaftsgütern)

2013: Forschung zum Einfluss des Klimawandels auf Ökosysteme 
- Christopher Field (Carnegie Institution, Stanford University)
- Markus Reichstein (Max-Planck-Institut für Biogeochemie)

2014: Pionierleistungen auf dem Gebiet der Quanten-Nanowissenschaft 
- Robert J. Schoelkopf (Yale University)
- Jörg Wrachtrup (Universität Stuttgart)

2015: Religion und Moderne: Säkularisation, gesellschaftliche und religiöse Pluralität 
- Hans Joas (Humboldt-Universität Berlin)
- Bryan S. Turner (City University of New York)

2016: Bahnbrechende Forschung über die Sinneswahrnehmung von Organismen 
- Bonnie Bassler (Princeton University)
- Martin Wikelski (Max-Planck-Institut für Ornithologie)

### Max-Planck-Humboldt-Forschungspreis (seit 2018)
- 2018: Catherine Heymans (University of Edinburgh)
- 2019: Ufuk Akcigit (University of Chicago)
- 2020: Roberto Bonasio (University of Pennsylvania)
- 2021: Pablo Jarillo-Herrero (Massachusetts Institute of Technology)
- 2022: Margaret Roberts (University of California, San Diego)
- 2023: Rotem Sorek (Weizmann-Institut für Wissenschaften)
- 2024: Geordie Williamson (University of Sydney)[5]